# 心音

胸部正面圖, 顯示胸廓骨骼, 肺 (紫), 肋膜 (蓝), 心臟 （红色轮廓）的体表关系。心臟瓣膜聽診的最佳位置標有 M, T, A, 与 P。
第一心音：房室瓣产生 —— 二尖瓣 (M) 和 三尖瓣 (T).
第二心音：半月瓣产生 —— 主動脈 (A) 和 肺動脈 (P).

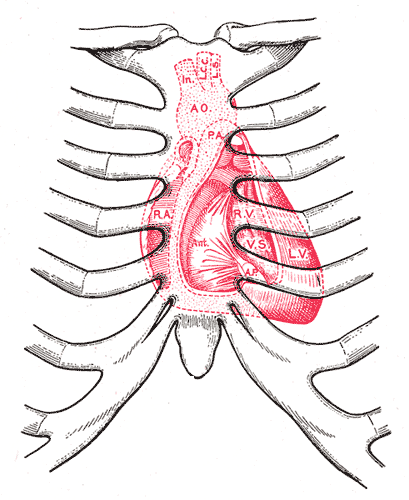
图示心脏解剖和在前胸壁的投影。Ant. 三尖瓣前段。 A O. 主动脉。 A.P. 前乳头肌。 In. 头臂干 L.C.C. 左颈总动脉。 L.S. 左锁骨下动脉。 L.V. 左心室。 P.A. 肺动脉。 R.A. 右心房。 R.V. 右心室。 V.S. 室间隔。

在生理學中，心音（英語：heart sounds），即跳动的心臟产生的聲音，是在心动周期中，心肌收缩、瓣膜开闭、血流对心血管壁的冲击以及血流的涡流等引起震动所产生的声音。
具體來說，心音主要是瓣膜開起與關閉時產生的湍流造成的振动聲波，其次為心肌收縮、血液撞擊心室壁、大動脈壁等引起的震動。一般來說，這種震動聲波能量較低，不易傳遞至空氣形成人耳可聽見的聲波，但可用聽診器在胸壁一定部位聽得或用耳朵緊貼胸壁聽得。由於心音可反映心臟瓣膜的運作情形，因此在心臟聽診，醫師可以使用聽診器聽這些獨特而鮮明的聲音提供有關心臟情況的重要資訊。
在心臟健康的成人中，按其在心动周期中出现的先后次序，可将心音依次命名为第一心音 S1 、第二心音 S2、第三心音 S3和第四心音 S4。通常情况下,只能在健康人中听到第一、第二心音，这兩個心音常常被描述為"lub"或"啦"，而第二個為"dub"、"dup"或"答"，分別由房室瓣與半月瓣的關閉產生。除了這些正常的聲音，也可能出現其他各種聲音，可能存在包括心臟雜音，不定的聲音和節奏馳騁第3心音和第4心音。第三心音可在部分青少年中闻及，第四心音为病理性的，不应在正常人群中被听见。
由血液湍流，其可以使心臟內部或外部發生震動，而產生心臟雜音。雜音可能是生理性 （良性）或病理性 （異常）。異常雜音可能是因動脈狹窄於主動脈瓣開口處導致血液流過它時發生湍流而引起。也有可能是因為瓣膜功能不全或無法完全關閉，導致部分血液逆流，當瓣膜無法完全閉合時或只有部分效果時，它會允許血液回流，此時可能發生雜音或心音不明顯。不同的雜音會根據雜音的原因在心動週期中的不同部分出現。
用换能器将心脏的机械震动转换成电流信号记录下来的曲线变化图，称为心音图（phonocardiogram）。

## 主要心音
正常心音與心臟瓣膜關閉、導致血流量的變化有關。

### 第一心音 S1
第一心音聽起來像是“lub”或“啦”，通常由二尖瓣(M)和三尖瓣(T)處發出，發生在心縮期，是其開始的標誌。音調低而時間長。這是由於血液衝擊血管，及產生的渦流，還有房室瓣的突然關閉引起的。第一心音血液內的混響效果與血液逆流的突然被瓣膜擋住有關。如果T先發出聲音後M1才出現小振幅的聲音，則病人可能有心臟左側的傳導異常，例如左束支傳導阻滯的功能障礙。

### 第二心音 S2
心室舒張早期，大動脈的瓣膜（主動脈半月瓣、肺動脈半月瓣）關閉聲。

## 雜音

正常與異常的心音圖。

心臟雜音是指當血液紊流過強、過大到產生的噪聲足以達到可聽見結果，通常聽到的是呼呼聲。

## 外部連結
- University of Michigan Heart Sound and Murmur Library. （页面存档备份，存于）
- Heart Sounds & Murmurs. University of Dundee.
- Auscultation Assistant. （页面存档备份，存于） UCLA
- Heart Sounds - Heart Murmurs. （页面存档备份，存于） practicalclinicalskills.com